# Sarcophaga dimidiatipes
Sarcophaga dimidiatipes är en tvåvingeart som först beskrevs av Villeneuve 1913.  Sarcophaga dimidiatipes ingår i släktet Sarcophaga och familjen köttflugor. Inga underarter finns listade i Catalogue of Life.